# 907 (numero)
Novecentosette (907) è il numero naturale dopo il 906 e prima del 908.

## Proprietà matematiche
- È un numero dispari.
- È un numero primo.
- È un numero omirp.
- È parte della terna pitagorica (907, 411324, 411325).
- È un numero malvagio.
- È un numero felice.
- È un numero nontotiente in quanto dispari e diverso da 1.
- È un numero intero privo di quadrati.

## Astronomia
- 907 Rhoda è un asteroide della fascia principale del sistema solare.
- NGC 907 è una galassia irregolare della costellazione della Balena.

## Astronautica
- Cosmos 907 (con vettore Sojuz-U) è un satellite artificiale russo.